# (3908) Nix
(3908) Nix es un asteroide que forma parte de los asteroides Amor y fue descubierto por Hans-Emil Schuster desde el Observatorio de La Silla, Chile, el 6 de agosto de 1980.

## Designación y nombre
Nix fue designado al principio como 1980 PA.
Posteriormente, en 1999, se nombró por Nix, una diosa de la mitología griega.

## Características orbitales
Nix orbita a una distancia media del Sol de 1,928 ua, pudiendo acercarse hasta 1,044 ua y alejarse hasta 2,812 ua. Tiene una excentricidad de 0,4587 y una inclinación orbital de 2,182 grados. Emplea 977,5 días en completar una órbita alrededor del Sol.

## Características físicas
La magnitud absoluta de Nix es 17,3. Tiene un periodo de rotación de 4,426 horas y un diámetro de 1 km. Su albedo se estima en 0,23. Nix está clasificado en el tipo espectral V está asignado al tipo espectral V de la clasificación SMASSII y al V de la Tholen.